# Meermensen

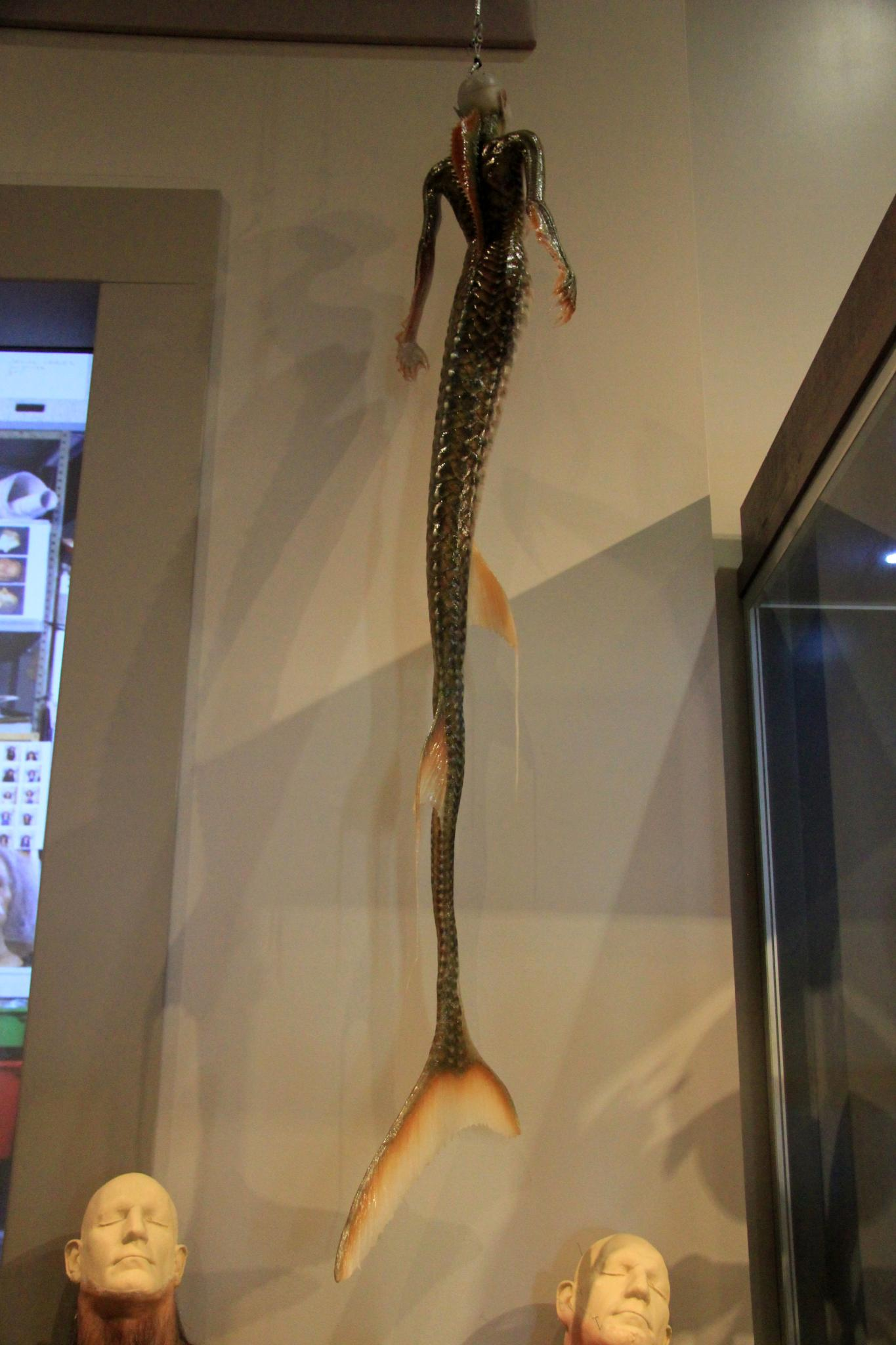
Lichaam van een Meermens

Meermensen (Engels: Merpeople) zijn fabeldieren uit de Harry Potter-boekenserie van de Britse schrijfster J.K. Rowling. Meermensen leven onderwater in meren en zeeën, ze kunnen echter wel voor korte tijd boven water komen. De Meermens is een intelligent volk dat hun eigen cultuur heeft opgebouwd.

## Classificatie
De Meermens heeft een vergelijkbare intelligentie als de mens en zou daarom niet onder de dieren moeten worden gerangschikt, maar is op eigen verzoek, net als de Centauren, als zodanig geclassificeerd door het Ministerie van Toverkunst. De classificatie door het Departement van Toezicht op Magische Wezens van het Ministerie van Toverkunst is XXXX, oftewel: Gevaarlijk/ vereist speciale kennis/ eventueel handelbaar door bekwaam tovenaar.

## Varianten
Er bestaan verschillende soorten Meermensen. De Sirenes uit Griekenland zijn de oudste geregistreerde Meermensen. Zij lijken ook het meeste op de beschrijving die Dreuzels aan Meermensen geven. Zeemeerminnen en Zeemeermannen worden beschreven als knappe, wijze wezens. De Selkies uit Schotland en de Merrows uit Ierland zijn minder mooi, maar hebben ook een grote passie voor muziek, wat alle Meermensen gemeen hebben.

## De Meermensen in het Grote Meer
Meermensen zijn overal ter wereld te vinden, ook in het Grote Meer op het terrein van Zweinsteins Hogeschool voor Hekserij en Hocus-Pocus. Het dorp van de Meermensen bevindt zich op de bodem in het midden van het meer. De grens van het dorpje is gemarkeerd door een grote rots met schilderingen van Meermensen die gewapend zijn met speren en jacht maken op de reuzeninktvis. In het dorp staan (primitieve) huizen, waarvan sommigen omgeven zijn door tuinen met waterplanten. Enkele Meermensen houden tamme Wierlingen als huisdier.

## Taal
Meermensen hebben ook een eigen taal, Meermans. Professor Perkamentus, het schoolhoofd van Zweinstein, spreekt deze taal ook. Dit blijkt in het vierde Harry Potter-boek, wanneer Harry Potter meedoet aan het Toverschool Toernooi en zijn beste vriend Ron Wemel moet redden van de bodem van het meer. Perkamentus overlegt met de Meermensen om te kunnen beoordelen welke van de deelnemers aan het Toernooi het hoogste aantal punten verdient.